# Cononotus lanchesteri
Cononotus lanchesteri is een keversoort uit de familie vuurkevers (Pyrochroidae). De wetenschappelijke naam van de soort is voor het eerst geldig gepubliceerd in 1939 door Van Dyke.